# Taylor Handley
Taylor Laurence Handley (Santa Bárbara, California, 1 de junio de 1984) es un actor estadounidense.

## Biografía
Handley nació y creció en Santa Bárbara, California. Mientras sus padres lo llevaban en coche hasta Los Ángeles para audiciones y trabajos, trabajó como actor infantil. A los 18 años, después de graduarse de la escuela secundaria en Santa Bárbara, se mudó a Santa Mónica y asistió al Santa Monica City College mientras continuaba buscando oportunidades en la actuación.

## Carrera
En 1998, Handley interpretó a Rory Buck en la película Jack Frost. En el año 2000, Handley protagonizó la película original de Disney Channel Phantom of the Megaplex. Handley apareció en tres episodios durante la última temporada de Dawson's Creek y fue estrella invitada durante un episodio de CSI: Crime Scene Investigation. En 2003 y 2004, Handley apareció como Oliver Trask en seis episodios de la primera temporada de The OC. En 2005, protagonizó Zerophilia, una comedia romántica de ficción que explora la identidad de género. En 2006, Handley apareció en dos películas: The Standard y The Texas Chainsaw Massacre: The Beginning. La siguiente película en la que participó Handley, September Dawn, se estrenó en los cines el 24 de agosto de 2007.
También en 2007, Handley interpretó a Johnny Miller en la miniserie Hidden Palms, en The CW.
El 9 de abril de 2009, apareció como estrella invitada en el piloto de Southland, interpretando a Wade. Regresó como Wade en el segundo episodio de la segunda temporada.
Handley también coprotagonizó junto a Dennis Quaid la serie Vegas, interpretando al personaje Dixon Lamb.
En 2013, apareció en el anuncio "Greatness Awaits" para la consola PlayStation 4, y en 2020 en el anuncio de State Farm Insurance "Not the One", en el que interpretó a un concursante rechazado de un programa al estilo de Bachelorette, el cual es consolado por "Jake de State Farm".

## Filmografía

### Películas
| Año  | Título                                     | Papel              | Notas        |
| ---- | ------------------------------------------ | ------------------ | ------------ |
| 1998 | Jack Frost                                 | Rory Buck          |              |
| 2005 | Zerophilia                                 | Luke               |              |
| 2006 | The Standard                               | Ryan               |              |
| 2006 | The Texas Chainsaw Massacre: The Beginning | Dean               |              |
| 2007 | September Dawn                             | Micah Samuelson    |              |
| 2010 | Skateland                                  | Kenny Crawford     |              |
| 2011 | Battle: Los Angeles                        | Cabo Corey Simmons |              |
| 2011 | Sink Into You                              | John D             | Cortometraje |
| 2012 | Chasing Mavericks                          | Sonny              |              |
| 2013 | Channeling                                 | Wyatt Maddox       |              |
| 2013 | Greatness Awaits                           |                    | Cortometraje |
| 2013 | Mentryville                                | Dean               |              |
| 2015 | Toxin                                      | Dean               |              |
| 2018 | Bird Box                                   | Jason              |              |
| 2024 | Outbreak                                   | John Gibson        |              |

### Televisión
| Año           | Título                         | Papel                   | Notas                       |
| ------------- | ------------------------------ | ----------------------- | --------------------------- |
| 1999          | Sons of Thunder                | Joseph McNulty          | 1 episodio                  |
| 1999          | Odd Man Out                    | Roberto                 | 1 episodio                  |
| 2000          | Phantom of the Megaplex        | Pete Riley              | Película de televisión      |
| 2001          | Go Fish                        | Hazard                  | Papel principal; 5 episodes |
| 2002          | Frasier                        | Trent                   | 1 episodio                  |
| 2002          | NYPD Blue                      | Nick Bowen              | 1 episodio                  |
| 2002          | Touched By An Angel            | Ricky Collette          | 1 episodio                  |
| 2002          | CSI: Crime Scene Investigation | Max Newman              | 1 episodio                  |
| 2003          | Becker                         | Brad                    | 1 episodio                  |
| 2003          | Dawson's Creek                 | Patrick                 | 3 episodios                 |
| 2003          | Then Came Jones                |                         | Película de televisión      |
| 2003-2004     | The O.C.                       | Oliver Trask            | 6 episodios                 |
| 2005          | Blind Justice                  | Tyler Mills             | 1 episodio                  |
| 2005          | Cold Case                      | Steve Jablonski         | 1 episodio                  |
| 2006          | In from the Night              | Bobby                   | Película de televisión      |
| 2007          | CSI: Miami                     | Travis Peck             | 1 episodio                  |
| 2007          | Hidden Palms                   | Johnny Miller           | 8 episodios                 |
| 2009          | Numb3rs                        | James Arthur            | 1 episodio                  |
| 2009          | Southland                      | Wade                    | 2 episodios                 |
| 2009          | The Cleaner                    | Travis Nathanson        | 1 episodio                  |
| 2010          | CSI: NY                        | Billy Travis            | 1 episodio                  |
| 2011          | The Glades                     | Trey Lancer             | 1 episodio                  |
| 2011          | Law & Order: LA                | Eric Kentner            | 1 episodio                  |
| 2012          | Vegas                          | Dixon Lamb              | 21 episodios                |
| 2013          | Horizon                        | George Howl             | Película de televisión      |
| 2016          | Scorpion                       | Cody Decker             | 2 episodios                 |
| 2017          | APB                            | Officer Roderick Brandt |                             |
| 2018          | Imposters                      | Fluke                   | 1 episodio                  |
| 2019          | Proven Innocent                | Ronnie Peterson         | 1 episodio                  |
| 2019          | The I-Land                     | Jordan                  | Miniserie; 1 episodio       |
| 2019          | Hawaii Five-O                  | Agente Coen             | 1 episodio                  |
| 2021          | Animal Kingdom                 | Liam                    | 2 episodios                 |
| 2021-presente | Mayor of Kingstown             | Kyle McLusky            | Papel principal             |
| 2023          | Magnum P.I.                    | Tate Walker             | 1 episodio                  |
| 2024          | Griselda                       | Detective Bill          |                             |

### Productor
- Sink Into You (2011)